# Stamnodes reckseckeri
Stamnodes reckseckeri är en fjärilsart som beskrevs av Richard F. Pearsall 1910. Stamnodes reckseckeri ingår i släktet Stamnodes och familjen mätare. Inga underarter finns listade i Catalogue of Life.